# 安蒂奧克鎮區 (密歇根州)
安蒂奥克鎮區（英語：Antioch Township）是位於美國密歇根州韋克斯福德縣的一個行政鎮區。

## 地方資料
安蒂奥克鎮區的面積為91.32平方千米，當中陸地面積為91.22平方千米，而水域面積為0.10平方千米。根據2020年美國人口普查的數據，當地共有人口900人，而人口密度為每平方千米9.86人。